# De Havilland DH.75 Hawk Moth
Il de Havilland DH.75 Hawk Moth fu un monoplano britannico a quattro posti realizzato negli anni venti dalla de Havilland.

## Storia

### Design e sviluppo
Il DH.75 Hawk Moth fu il primo esemplare monoplano ad ala alta appartenente alla famiglia dei Moth e fu concepito per compiti di trasporto leggero o come aereo-taxi e destinato all'esportazione. Il velivolo possedeva una fusoliera realizzata in acciaio e ricoperta con tela e le ali realizzate in legno. Il primo volo del DH.75 fu eseguito il 7 dicembre 1928 e questo velivolo era equipaggiato con un motore de Havilland Ghost da 200 hp (149 kW). Questo propulsore era realizzato montando assieme due de Havilland Gipsys in modo da ottenere una configurazione a V-8 ed era raffreddato ad aria. Il Ghost, tuttavia, non forniva la necessaria potenza per prestazioni di volo soddisfacenti e pertanto si optò per l'installazione del Armstrong Siddeley Lynx. Questo comportò anche lievi modifiche alle ali e ai timoni e il nuovo mezzo venne ribattezzato DH.75A.
Nel dicembre del 1929 il primo velivolo prodotto fu esibito in Canada ed era equipaggiato con un doppio sistema per l'atterraggio, con ruote e sci per poter atterrare su piste innevate. Dopo un'altra prova eseguita su un DH.75 convertito in idrovolante,  il governo canadese ordinò tre aerei per uso civile. Il primo aereo canadese (in realtà il primo Hawk Moth) non aveva una porta che ne consentisse l'uso su moli e porti e pertanto non potendo essere convertito in un idrovolante fu utilizzato dal Controller of Civil Aircraft. 	
Ulteriori prove eseguite dalla divisione canadese della de Havilland nel 1930 permisero di ottimizzare il progetto e di consentire agli altri due mezzi in consegna di poter essere convertiti in perfetti idrovolanti. In realtà, a causa delle limitazioni di carico quando venivano montati i galleggianti, i mezzi canadesi furono utilizzati sempre e solo con il normale carrello a ruote o con gli sci. Nel tentativo di competere con gli aerei di costruzione americana, l'ottavo esemplare fu equipaggiato con il motore Wright R-975 Whirlwind da 300 cv (224 kW) e rinominato come DH.75B ma la produzione venne poi abbandonata.

### Impiego
Tre esemplari furono esportati in Canada e due in Australia. Uno dei velivoli australiani fu pilotato da Amy Johnson sulla rotta Brisbane-Sydney nel 1930, quando il suo Moth Jason subì dei danni.

## Versioni
DH.75
Prototipo equipaggiato con il motore V8 de Havilland Ghost, successivamente modificato.
DH.75A
Versione di produzione, equipaggiata con il motore Armstrong Siddeley Lynx, sei esemplari costruiti.
DH.75B
Ultima versione costruita ed equipaggiata con il motore Wright R-975 Whirlwind, un solo esemplare.

## Utilizzatori
- Australia
- Canada
- Regno Unito